# Экономический холдинг Союза Мьянма
Экономический холдинг Союза Мьянма (бирм. ပြည်ထောင်စု မြန်မာနိုင်ငံ စီးပွားရေး ဦးပိုင် လီမိတက်; англ. Union of Myanmar Economic Holdings Limited; также Мьянманский экономический холдинг; аббревиатуры UMEHL или UMEH) — один из двух крупнейших конгломератов контролируемых мьянманскими военными (через Министерство обороны), другой — Мьянманская экономическая корпорация (МЭК). В мае 2012 года, когда США ослабили санкции против Мьянмы, санкции против UMEH сохранились из-за его связи с Вооружёнными силами Мьянмы.
Однако, 10 июля 2017 года Министерство Финансов США выпустило исполнительное распоряжение об отмене санкционной программы, связанной с Бирмой (Мьянма).  
https://www.treasury.gov/resource-center/sanctions/OFAC-Enforcement/Pages/20161007.aspx
UMEH также контролирует Myawaddy Bank и Пенсионный фонд армии Мьянмы. Штаб-квартира корпорации находится на улице Maha Bandula Road в янгонском округе Botataung Township.

## История
UMEH была учреждена в феврале 1990 года после принятия «Акта об особых компаниях» и должен был стать экономическим инструментов мьянманских военных в период приватизации и перехода от социалистической административно-командной экономики к рыночной. Начальный капитал составлял 1,6 млрд долларов США. UMEH была создана с целью получения прибыли от легкой промышленности и торговли коммерческими товарами.
В 2000-х годах, несколько государственных предприятий, включая сахарные заводы были переданы под контроль UMEH и МЭК.
UMEH находится в совместной собственности двух военных ведомств; 40 % акций принадлежат Управлению оборонных закупок, в то время как остальные 60 % — действующим и отставным военнослужащим, в том числе высокопоставленных военным чиновников ранее правившей военной хунты, Государственного Совета мира и развития (ГСМР), и ветеранских организаций. UMEH освобождена от коммерческих и налога на прибыль.
В 2010 году UMEH открыла в округе Чаутада в Янгоне 5-этажный торговый комплекс Ruby Mart, общей площадью 4600 м² в здании Myanmar Agricultural Produce Trading, ранее принадлежавшем Министерству торговли Мьянмы.
UMEH является одной из 18 мьянманских фирм, участвующих в развитии особой экономической зоны Тилава близ Янгона, площадью 20 000 га.
Холдинг был также замечён в прибыльных связях с наркобаронами.

## Экономические интересы
UMEH владеет монополией на добычу драгоценных камней, а также играет заметную роль в различных отраслях экономики, включая банковское дело, туризм, недвижимость, транспорт, металлургия. Благодаря связи с мьянманской военной элитой, которая управляла страной на протяжении почти 50 лет, UMEH имеет эксклюзивный доступ к заключению льготных контрактов с иностранными фирмами. большинство ПИИ в Мьянму приходит через создание совместных предприятий с UMEH.
Среди дочерних компаний холдинга:
- Bandula Transportation
  - Parami Bus
- Myawaddy Trading
- Five Stars Ship Company
- Myawaddy Bank
- Virginia Tobacco Company Limited
- Myawaddy Tours & Travel
- Myawaddy Enterprises Group
- Индустриальный парк в Пьинбине (Pyininbin), в северном пригороде Янгона
  - UMEH Textile
- Нефритовые месторождения (в Качинской национальной области)
- Рубиновые и сапфировые месторождения (в Шанской национальной области)

UMEH владеет 40 % акций в пивоваренной компании Myanmar Brewery Limited (MBL). MBL производит такие сорта пива как Tiger Beer, Myanmar Beer, ABC stout b Anchor Beer. MBL является совместным предприятием между UMEH и Сингапурской Freaser and Neave (заключён 15-летний договор о совместной деятельности), который в дальнейшем был поглощён тайской компанией, контролируемох Чароен Sirivadhanabhakdi, владеющей Thai Beverage. В последнее время UMEH был замечен в сомнительной попытке приобрести контрольный пакет акций (55 %) в MBL, которая контролирует более 2/3 пивного рынка страны. Freaser and Neave напали на «уместность и процесс» за оценку в размере $246 млн, размещенных на свою долю Мьянмы экономических холдингов.